# Sri Lanka en los Juegos Olímpicos de Tokio 2020
Sri Lanka estuvo representada en los Juegos Olímpicos de Tokio 2020 por nueve deportistas, cinco mujeres y cuatro hombres, que compitieron en siete deportes.
Los portadores de la bandera en la ceremonia de apertura fueron el yudoca Chamara Repiyallage y la gimnasta artística Milka Gehani. El equipo olímpico esrilanqués no obtuvo ninguna medalla en estos Juegos.